# Oldenlandiopsis callitrichides
Oldenlandiopsis es un género monotípico de plantas con flores perteneciente a la familia de las rubiáceas. Su única especie: Oldenlandiopsis callitrichides, es nativa de las Indias Occidentales,  Centroamérica y sur de México. 

## Taxonomía
Oldenlandiopsis callitrichides fue descrita por (Griseb.) Terrell & W.H.Lewis y publicado en Brittonia 42(3): 185, en el año 1990.
Etimología
El nombre genérico, Oldenlandiopsis, indica que tiene semejanza con Oldenlandia. El epíteto específico;  callitrichides, se refiere a que tiene un parecido superficial con Callitriche, un género de la familia Plantaginaceae.
Sinonimia
- Hedyotis callitrichoides (Griseb.) W.H.Lewis
- Oldenlandia callitrichoides Griseb. basónimo[2]